# Carlos Neva Tey
Carlos Neva Tey (El Puerto de Santa María, 12 de juny de 1996) és un futbolista andalús, que juga com a defensa al Granada Club de Futbol de la Primera Divisió espanyola.

## Trajectòria
Neva va començar la seva carrera sènior al Portuense el 2013 abans de passar pel planter del Reial Madrid el 2014, i per la del Sevilla entre 2014 i 2016.
El 2016 va fitxar pel Marbella Futbol Club de la Segona Divisió B.
Tot i que no va tenir massa oportunitats al club de Marbella, el 2017 va fitxar pel Recreativo Granada, el filial del Granada Club de Futbol. Al filial granadinista va aconseguir fer-se amb el lloc de titular des del principi, la qual cosa li va valer, a causa de la lesió de llarga durada d'Álex Martínez per entrar en 2019 en diverses convocatòries del primer equip, que estava immers dins de les primeres posicions de la Segona Divisió, i amb bastantes opcions d'ascendir a Primera Divisió.
El 8 de juny de 2019 fa el seu debut com a futbolista professional en Segona Divisió en l'última jornada del campionat enfront de l'AD Alcorcón, en un partit en el qual el conjunt granadinista no es jugava res, ja que en la jornada anterior va assolir l'ascens a primera divisió.
Durant la pretemporada 2019-20 es va convertir en membre de ple dret de la primera plantilla del Granada, amb l'objectiu de la permanència a Primera.
Després de la lesió de Quini Marín, va debutar en primera divisió el 21 de setembre de 2019 enfront del Futbol Club Barcelona al Nuevo Los Cármenes, amb una victòria del Granada per 2-0.